# Eugenia uminganensis
Eugenia uminganensis är en myrtenväxtart som beskrevs av Peter G.Wilson. Eugenia uminganensis ingår i släktet Eugenia och familjen myrtenväxter. Inga underarter finns listade i Catalogue of Life.